# Arija Bareikis
Arija Allison Bareikis (Bloomington, 21 de julio de 1966) es una actriz estadounidense, reconocida por interpretar el papel de Chickie Brown en la serie de televisión Southland y por aparecer en las películas Deuce Bigalow: Male Gigolo y The Purge.

## Primeros años
Bareikis nació en Bloomington, Indiana en julio de 1966. Tiene ascendencia lituana. Se graduó en 1988 en la Universidad de Stanford. Su madre es Carol Harton y su padre, Bob Bareikis, es docente de literatura germánica en la Universidad de Indiana. Tiene una hermana, Anitra.

## Carrera
Bareikis protagonizó junto a Rob Schneider la película de comedia Deuce Bigalow: Male Gigolo (1999) e interpretó a la agente de policía Chickie Brown en la serie Southland durante sus primeras tres temporadas. En 2016 apareció en un episodio de la serie Power, en el papel de MJ.

## Filmografía
| Cine       | Cine                               | Cine                     | Cine                                                      |
| Año        | Película                           | Papel                    | Notas                                                     |
| ---------- | ---------------------------------- | ------------------------ | --------------------------------------------------------- |
| 1993       | Celestial Navigation               | Pamela                   | Corto                                                     |
| 1994       | Twisted Tales                      | Tracey                   |                                                           |
| 1997       | Ties to Rachel                     | Rachel                   |                                                           |
| 1997       | The Myth of Fingerprints           | Daphne                   |                                                           |
| 1998       | Pants on Fire                      | Nicki                    |                                                           |
| 1998       | The Naked Man                      | Kim Bliss                |                                                           |
| 1999       | 30 Days                            | Sarah Meyers             |                                                           |
| 1999       | Snow Falling on Cedars             | Susan Marie Heine        |                                                           |
| 1999       | Deuce Bigalow: Male Gigolo         | Kate                     |                                                           |
| 2004       | Melinda and Melinda                | Sally Oliver             |                                                           |
| 2005       | Deuce Bigalow: European Gigolo     | Kate Bigalow             |                                                           |
| 2005       | Dealbreaker                        | Fran                     | Corto                                                     |
| 2007       | No Reservations                    | Christine                |                                                           |
| 2007       | Leaving Gussie                     | Thyme                    | Corto                                                     |
| 2007       | Before the Devil Knows You're Dead | Katherine                |                                                           |
| 2009       | Tenderness                         | Marsha                   |                                                           |
| 2009       | Frame of Mind                      | Jennifer Secca           |                                                           |
| 2011       | The Stand Up                       | Sra. Rundgren            |                                                           |
| 2013       | The Purge                          | Sra. Grace Ferrin        |                                                           |
| Televisión |                                    |                          |                                                           |
| Año        | Título                             | Papel                    | Notas                                                     |
| 1992       | Joe's Apartment                    | Lily Dougherty           |                                                           |
| 1996       | One Life to Live                   | Emily di Mauro           | Papel recurrente                                          |
| 1997       | Law & Order                        | Kim Triandos             | Episodio: "Matrimony"                                     |
| 1999–2000  | Oz                                 | Tricia Ross              | 6 episodios                                               |
| 2002       | The American Embassy               | Emma Brody               | 6 episodios                                               |
| 2002       | Without A Trace                    | Maggie Cartwright        | Episodio: "Pilot"                                         |
| 2003       | A Painted House                    | Kathleen Chandler        | Telefilme                                                 |
| 2004       | Crossing Jordan                    | Detective Annie Capra    | 5 episodios                                               |
| 2005       | Grey's Anatomy                     | Savannah                 | Episodio: "Let It Be"                                     |
| 2005–2009  | Law & Order: Criminal Intent       | Helen Bramer / Gina Lowe | Episodios: "Stress Position" y "Astoria Helen"            |
| 2006       | A.K.A.                             | Vanessa                  | Telefilme                                                 |
| 2011       | Royal Pains                        | Madre de Natalia         | Episodio: "A History of Violins"                          |
| 2009–2011  | Southland                          | Chickie Brown            | 19 episodios                                              |
| 2016       | Power                              | MJ Hazen / MJ            | Episodios: "Don't Go", "Trust Me" y "In My Best Interest" |